# Fred Faurtin
Fred Faurtin (* 28. července 1971 Le Mans) je francouzský model a gay pornoherec, také hudebník a spisovatel, redaktor různých gay a hudebních magazínů.

## Život a kariéra
Pochází z Le Mans, ale záhy se odstěhoval do Paříže, kde žil s výjimkou tříletého Perpignanského pobytu. Patnáct let pracoval jako interiérový krajinář. Od svých 22 let byl ve vztahu s partnerem.

### Pornoherec
K pornografii Freda Faurtina přivedl jeho partner, s nímž také natočil první scénu pro německé studio Cazzo Film. Šlo o partnerský casting a scéna se poté objevila ve filmu Berlin Private 3 (2004). S Cazzo Film také pořídil nejvíc svých snímků.
V San Franciscu se seznámil s krajanem Françoisem Sagatem a jeho prostřednictvím navázal spolupráci také s americkým studiem Raging Stallion.
Točil ale i pro další evropská studia Alphamale Media, Liquid London, UK Naked Men nebo americká studia Titan Media a Raging Stallion. Ač verzatil, převážně působí v aktivní roli. Po boku jiných pornohvězd se objevil v populárních filmech jako Manifesto, Intinct, Afternoon Delights nebo Savage.
Jeho výkon s Tamasem Eszterhazym ve filmu Matchmaker se objevil v nominacích na European Gay Porn Awards roku 2007 v kategorii Nejlepší párové scény. Téhož roku získal nominaci v soutěži Escort Awards pořádané serverem Rentboys.com, a to v kategorii Nejlepší fetišistický eskort.
V srpnu 2012 byl nominován na první francouzské pornografické ocenění Pink X Gay Video Awards v kategorii Nejlepší aktivní herec, a to díky účinkování ve filmu Instinct studia Raging Stallion.

### Model
Jako fotomodel spolupracoval s umělci jako Joe Oppedisano, Fred Chazal, Pierre & Gilles, Hdeluxe, Gil Nemo, Damien Sirqueiros či s duem Exterface. S posledně jmenovanými vznikla v listopadu 2009 fotografická výstava a kniha s názvem X – 10 tváří Freda Faurtina, při jejíž tvorbě se setkal i s Françoisem Sagatem, Vinem Cortesem a DJ Leomeo. Nakladatelství Bruno Gmünder vydalo fotografickou knihu Cazzo Men Factory.
Figuroval na titulních stránkách řady gay časopisů, např. Honcho v prosinci 2006 a znovu v září 2008, Erexxxion v říjnu 2007 či Männer v květnu 2008. Filmová studia Cazzo a Raging Stallion reprezentoval v nástěnných kalendářích let 2008 až 2010.

### Ocenění
- 2009 HustlaBall Award: Nejlepší aktivní herec / Best top[15]